# Яснюк Ігор Миколайович
Ігор Миколайович Яснюк  (нар. 6 вересня 1962, Романове Село, нині Тернопільський район, Тернопільщина) — український співак, композитор, аранжувальник. Співзасновник та художній керівник гурту «Світозари» — лавреата і дипломанта всеукраїнських та міжнародних конкурсів.

## Життєпис
Дід Ігоря був музи́кою-любителем, грав на скрипці.
Закінчив середню школу. Випускник Тернопільського музичного училища імені Соломії Крушельницької, яке закінчив 1986 року. Через два місяці після початку навчання мобілізований до лав війська, де два роки відслужив у військово-повітряних силах у Ленінграді. 1987 року вступив до Одеської консерваторії на стаціонарне відділення, потім перевівся до Львівської консерваторії (нині музична академія імені Миколи Лисенка), яку закінчив 1992 року.
Працював у м. Підгайцях (художній керівник хорової капели та гурту «Світозари», обидва — при міському Будинку культури). Від 1986 року працює у м. Тернополі (художній керівник народної хорової капели ім. І. Кобилянського при ПК «Текстильник» (1986–95), від 2002 — художній керівник ВІА «Світозари» при ПК «Березіль» (м. Тернопіль). Автор музики пісень на власні слова, також інших українських поетів. Випустив магнітоальбоми: сольний — «Лелеча доля» (2005), інструментальний — на мелодії пісень Ігоря Білозора; диск «Чужина», у співавт. (2006, усі — Т.). Нагороджений Відзнакою Тернопільської міської ради 2013 року. Довірена особа кандидата в народні депутати, співака та музиканта Михайла Мацієвського (2014).
Дружина Світлана (весілля відіграли перед вступом до Одеської консерваторії), син Тарас.